# 泰坦媒體
泰坦媒體（Titan Media）是一家位於美國舊金山的男同性戀色情片公司。公司的創立者是電影攝影師和導演Bruce Cam，創辦於1995年。現在泰坦媒體是世界規模最大的男同性戀色情片公司之一。該公司旗下所有演員在拍攝過程均使用安全套。

## 外部連結
- Titan Media's home page （页面存档备份，存于）
- IMDB （页面存档备份，存于）
- Interview with Diesel Washington